# Sladinkopf
Der Sladinkopf (auch Sladin und Sladinkogel) ist ein 2305 m ü. A. hoher Berg in der Goldberggruppe der Zentralalpen im österreichischen Bundesland Salzburg.

## Lage und Umgebung
Der Gipfel des Sladinkopfs erhebt sich südlich des Bernkogels an der Grenze der drei Gemeinden Dorfgastein im Osten, Lend im Westen und Rauris im Südwesten. Am Berg entspringt mit dem Teufenbach ein rechtsseitiger Nebenbach der Salzach.
Der Weitwanderweg Salzburger Almenweg führt über den Berg. Der Sladinkopf zählt zu den 55 Gipfeln des Gasteinertals, für deren vollständige Besteigung der Gasteiner Gipfelkranz vergeben wird, die höchste Klasse der Gasteiner Wandernadeln des Österreichischen Alpenvereins.

## Geologie
In geologischer Hinsicht besteht der Sladinkopf aus Kalkphylliten des Tauernfensters (Penninikum).

## Fauna und Flora
An den östlichen und südlichen Hängen in der Nähe des Gipfels erstrecken sich Gamswild-Ruhezonen, die von 1. Dezember bis 31. Mai nicht betreten werden dürfen. In Gipfelnähe liegen Blaugras-Halden und Fluren mit Rostblättrigen Alpenrosen (Rhododendron ferrugineum). Am Fuß des Sladinkopfs wächst das Tiroler Windröschen (Anemone baldensis).

## Name und Geschichte
Der Name Sladin soll sich aus dem Slawischen herleiten und „Goldberg“ bedeuten. Damit würde er auf die Slawen verweisen, die im 8. Jahrhundert in der Gegend Gold abbauten. Allerdings kann der Bergname erst in jüngster Zeit nachgewiesen werden. Wäre er älteren Alters, hätte lautgesetzlich „sl“ zu „schl“ sowie „a“ zu „e“ oder „ä“ werden müssen.
Die Naturfreunde Rauris sanierten 2018 das Gipfelkreuz am Sladinkopf. Dabei wurden ein Balken getauscht und die Abspannung angepasst.